# Copa Libertadores 2014
La Copa Libertadores 2014, denominada por motivos comerciales Copa Bridgestone Libertadores 2014, fue la quincuagésima quinta edición del torneo de clubes más importante de América del Sur, organizado por la Confederación Sudamericana de Fútbol, en la que participaron equipos de once países: Argentina, Bolivia, Brasil, Chile, Colombia, Ecuador, México, Paraguay, Perú, Uruguay y Venezuela. El certamen tuvo un receso entre los de cuartos de final y las semifinales, debido a la realización de la Copa Mundial de Fútbol de 2014 en Brasil.
En agosto de 2013, tras la celebración de un congreso extraordinario de la Conmebol, fuentes allegadas a la entidad matriz del fútbol sudamericano dejaron entrever la posibilidad de realizar la final del certamen a partido único y en terreno neutral. A fines de año, el Comité Ejecutivo de la Confederación rechazó dicho proyecto de reforma, al menos para la edición de 2014.
San Lorenzo de Argentina se consagró campeón por primera vez en su historia. El título le permitió clasificar a la Copa Mundial de Clubes 2014, y disputar la Recopa Sudamericana 2015 ante River Plate, el campeón de la Copa Sudamericana 2014. Asimismo, accedió directamente a la segunda fase de la Copa Libertadores 2015.
Esta edición tuvo la particularidad de ser la primera desde 1964 en la que no se produjeron enfrentamientos entre equipos de una misma asociación nacional en ninguna de sus rondas —primera fase, segunda fase e instancias finales—. Además, fue la primera edición desde la de 1991 en la que no hubo equipos brasileños en semifinales.

## Formato
Un total de 12 equipos —los 2 últimos clasificados del país del campeón vigente, y el último clasificado de cada uno de los restantes países— disputaron la primera fase, en la cual se establecieron seis llaves. Cada una tuvo a su respectivo ganador, que accedió a la segunda fase, a la que ya se encontraban clasificados los restantes 26 equipos, constituyéndose así ocho grupos de 4 equipos. Los dos primeros de cada zona pasaron a las fases finales, disputadas bajo el sistema de eliminación directa y compuestas por los octavos de final, los cuartos de final, las semifinales y la final, en la que se declaró al campeón.
|                            |                            | Equipos que entran en esta fase | Equipos que provienen de la fase anterior                                       |
| -------------------------- | -------------------------- | --- | ------------------------------------------------------------------------------- |
| Primera fase (12 equipos)  | Primera fase (12 equipos)  | - 1 equipo de Argentina, Bolivia, Brasil, Chile, Colombia, Ecuador, México, Paraguay, Perú, Uruguay y Venezuela - 1 equipo extra del país del campeón vigente |                                                                                 |
| Segunda fase (32 equipos)  | Segunda fase (32 equipos)  | - 4 equipos de Argentina y Brasil - 2 equipos de Bolivia, Chile, Colombia, Ecuador, México, Paraguay, Perú, Uruguay y Venezuela                               | - 6 equipos clasificados de la Primera fase                                     |
| Fases finales (16 equipos) | Fases finales (16 equipos) | | - 8 equipos primeros de la Segunda fase - 8 equipos segundos de la Segunda fase |

## Equipos participantes
| País                             | Equipo                                                                 | Vía de clasificación |
| -------------------------------- | ---------------------------------------------------------------------- | --- |
| Argentina 5 cupos                | Vélez Sarsfield Newell's Old Boys San Lorenzo Arsenal Lanús            | Campeón del Campeonato de Primera División 2012-13 Campeón del Torneo Final 2013 Campeón del Torneo Inicial 2013 Campeón de la Copa Argentina 2012-13 Campeón de la Copa Sudamericana 2013 |
| Bolivia 3 cupos                  | Bolívar The Strongest Oriente Petrolero                                | Campeón del Torneo Clausura 2013 Campeón del Torneo Apertura 2013 Subcampeón del Torneo Clausura 2013 |
| Brasil 5 cupos + campeón vigente | Atlético Mineiro Cruzeiro Flamengo Grêmio Atlético Paranaense Botafogo | Campeón de la Copa Libertadores 2013 Campeón del Campeonato Brasileño de 2013 Campeón de la Copa de Brasil 2013 Subcampeón del Campeonato Brasileño de 2013 3.º puesto del Campeonato Brasileño de 2013 4.º puesto del Campeonato Brasileño de 2013 |
| Chile 3 cupos                    | Unión Española O'Higgins Universidad de Chile                          | Campeón del Torneo Transición 2013 Campeón del Torneo Apertura 2013 Ganador de la Liguilla Pre-Libertadores 2013 |
| Colombia 3 cupos                 | Atlético Nacional Deportivo Cali Santa Fe                              | Campeón del Torneo Apertura 2013 y del Torneo Finalización 2013 Mejor equipo ubicado en la Reclasificación 2013 2.º mejor equipo ubicado en la Reclasificación 2013 |
| Ecuador 3 cupos                  | Emelec Independiente del Valle Deportivo Quito                         | Campeón del Campeonato Ecuatoriano de 2013 Subcampeón del Campeonato Ecuatoriano de 2013 Mejor equipo ubicado en la tabla acumulada del Campeonato Ecuatoriano de 2013 |
| México 3 cupos                   | Santos Laguna León Monarcas Morelia                                    | Mejor equipo ubicado en la tabla general de la fase regular del Torneo Apertura 2013 no participante de la Concacaf Liga Campeones 2013-14 2.º mejor equipo ubicado en la tabla general de la fase regular del Torneo Apertura 2013 no participante de la Concacaf Liga Campeones 2013-14 3.º mejor equipo ubicado en la tabla general de la fase regular del Torneo Apertura 2013 no participante de la Concacaf Liga Campeones 2013-14 |
| Paraguay 3 cupos                 | Cerro Porteño Nacional Guaraní                                         | Campeón en la temporada 2013 con mayor puntaje acumulado Campeón en la temporada 2013 con menor puntaje acumulado Mejor equipo ubicado en la tabla acumulada de la temporada 2013 |
| Perú 3 cupos                     | Universitario Real Garcilaso Sporting Cristal                          | Campeón del Campeonato Descentralizado 2013 Subcampeón del Campeonato Descentralizado 2013 Mejor equipo ubicado en la tabla acumulada del Campeonato Descentralizado 2013 |
| Uruguay 3 cupos                  | Peñarol Defensor Sporting Nacional                                     | Campeón del Campeonato Uruguayo 2012-13 Mejor equipo ubicado en la tabla anual del Campeonato Uruguayo 2012-13 2.º mejor equipo ubicado en la tabla anual del Campeonato Uruguayo 2012-13 |
| Venezuela 3 cupos                | Deportivo Anzoátegui Zamora Caracas                                    | Campeón del Torneo Apertura 2012 Campeón del Torneo Clausura 2013 Mejor equipo ubicado en la tabla acumulada de la Primera División Venezolana 2012-13 |

### Distribución geográfica de los equipos
Distribución geográfica de las sedes de los equipos participantes:

## Sorteo
El sorteo se realizó el 12 de diciembre de 2013 a las 21:00 en el Centro de Convenciones de la Confederación Sudamericana de Fútbol.

### Bolilleros de la Primera fase
| Bombo 1                                                                  | Bombo 2 |
| ------------------------------------------------------------------------ | --- |
| - Lanús - Atlético Paranaense - Botafogo - Guaraní - Santa Fe - Nacional | - Oriente Petrolero - Universidad de Chile - Deportivo Quito - Monarcas Morelia - Sporting Cristal - Caracas |

### Bolilleros de la Segunda fase
| Bombo 1 | Bombo 2                                                                                                | Bombo 3 | Bombo 4                                                                                        |
| --- | --- | --- | ---------------------------------------------------------------------------------------------- |
| - Vélez Sarsfield - Newell's Old Boys - Atlético Mineiro - Cruzeiro - Bolívar - Unión Española - Cerro Porteño - Peñarol | - San Lorenzo - Arsenal - Flamengo - Grêmio - The Strongest - O'Higgins - Nacional - Defensor Sporting | - Atlético Nacional - Deportivo Cali - Emelec - Independiente del Valle - Universitario - Real Garcilaso - Deportivo Anzoátegui - Zamora | - Santos Laguna - León - Ganador 1 - Ganador 2 - Ganador 3 - Ganador 4 - Ganador 5 - Ganador 6 |

## Primera fase
| Fechas                     | Local en la ida      | Global       | Local en la vuelta  | Ida | Vuelta | Llave     |
| -------------------------- | -------------------- | ------------ | ------------------- | --- | ------ | --------- |
| 29 de enero y 5 de febrero | Sporting Cristal     | 3:3 (4:5 p.) | Atlético Paranaense | 2:1 | 1:2    | Ganador 1 |
| 29 de enero y 5 de febrero | Deportivo Quito      | 1:4          | Botafogo            | 1:0 | 0:4    | Ganador 2 |
| 30 de enero y 6 de febrero | Universidad de Chile | 4:2          | Guaraní             | 1:0 | 3:2    | Ganador 3 |
| 30 de enero y 6 de febrero | Caracas              | 0:3          | Lanús               | 0:2 | 0:1    | Ganador 4 |
| 28 de enero y 4 de febrero | Monarcas Morelia     | 2:2          | Santa Fe (v.)       | 2:1 | 0:1    | Ganador 5 |
| 28 de enero y 4 de febrero | Oriente Petrolero    | 1:2          | Nacional            | 1:0 | 0:2    | Ganador 6 |

## Segunda fase
Los dos primeros equipos de cada grupo accedieron a los octavos de final. Los criterios de clasificación fueron los siguientes:
1. Puntos obtenidos.
2. Diferencia de goles.
3. Mayor cantidad de goles marcados.
4. Mayor cantidad de goles marcados como visitante.
5. Sorteo.

### Grupo 1
| Equipo              | Pts. | PJ | PG | PE | PP | GF | GC | DG |
| ------------------- | ---- | -- | -- | -- | -- | -- | -- | -- |
| Vélez Sarsfield     | 15   | 6  | 5  | 0  | 1  | 9  | 3  | 6  |
| The Strongest       | 10   | 6  | 3  | 1  | 2  | 8  | 7  | 1  |
| Atlético Paranaense | 9    | 6  | 3  | 0  | 3  | 7  | 7  | 0  |
| Universitario       | 1    | 6  | 0  | 1  | 5  | 3  | 10 | –7 |

| \| Fecha \| Lugar \| Local \| Resultado \| Visitante \| \| ------------- \| ------------ \| ------------------- \| --------- \| ------------------- \| \| 11 de febrero \| Lima \| Universitario \| 0:1 \| Vélez Sarsfield \| \| 13 de febrero \| Curitiba \| Atlético Paranaense \| 1:0 \| The Strongest \| \| 20 de febrero \| La Paz \| The Strongest \| 1:0 \| Universitario \| \| 25 de febrero \| Buenos Aires \| Vélez Sarsfield \| 2:0 \| Atlético Paranaense \| \| 11 de marzo \| La Paz \| The Strongest \| 2:0 \| Vélez Sarsfield \| \| 13 de marzo \| Lima \| Universitario \| 0:1 \| Atlético Paranaense \| \| 18 de marzo \| Buenos Aires \| Vélez Sarsfield \| 2:0 \| The Strongest \| \| 20 de marzo \| Curitiba \| Atlético Paranaense \| 3:0 \| Universitario \| \| 26 de marzo \| Curitiba \| Atlético Paranaense \| 1:3 \| Vélez Sarsfield \| \| 27 de marzo \| Lima \| Universitario \| 3:3 \| The Strongest \| \| 8 de abril \| Buenos Aires \| Vélez Sarsfield \| 1:0 \| Universitario \| \| 8 de abril \| La Paz \| The Strongest \| 2:1 \| Atlético Paranaense \| |              |                     |           |                     |
| Fecha | Lugar        | Local               | Resultado | Visitante           |
| 11 de febrero | Lima         | Universitario       | 0:1       | Vélez Sarsfield     |
| 13 de febrero | Curitiba     | Atlético Paranaense | 1:0       | The Strongest       |
| 20 de febrero | La Paz       | The Strongest       | 1:0       | Universitario       |
| 25 de febrero | Buenos Aires | Vélez Sarsfield     | 2:0       | Atlético Paranaense |
| 11 de marzo | La Paz       | The Strongest       | 2:0       | Vélez Sarsfield     |
| 13 de marzo | Lima         | Universitario       | 0:1       | Atlético Paranaense |
| 18 de marzo | Buenos Aires | Vélez Sarsfield     | 2:0       | The Strongest       |
| 20 de marzo | Curitiba     | Atlético Paranaense | 3:0       | Universitario       |
| 26 de marzo | Curitiba     | Atlético Paranaense | 1:3       | Vélez Sarsfield     |
| 27 de marzo | Lima         | Universitario       | 3:3       | The Strongest       |
| 8 de abril | Buenos Aires | Vélez Sarsfield     | 1:0       | Universitario       |
| 8 de abril | La Paz       | The Strongest       | 2:1       | Atlético Paranaense |

### Grupo 2
| Equipo                  | Pts. | PJ | PG | PE | PP | GF | GC | DG |
| ----------------------- | ---- | -- | -- | -- | -- | -- | -- | -- |
| Unión Española          | 9    | 6  | 2  | 3  | 1  | 10 | 9  | 1  |
| San Lorenzo             | 8    | 6  | 2  | 2  | 2  | 6  | 5  | 1  |
| Independiente del Valle | 8    | 6  | 2  | 2  | 2  | 10 | 10 | 0  |
| Botafogo                | 7    | 6  | 2  | 1  | 3  | 5  | 7  | –2 |

| \| Fecha \| Lugar \| Local \| Resultado \| Visitante \| \| ------------- \| -------------- \| ----------------------- \| --------- \| ----------------------- \| \| 11 de febrero \| Río de Janeiro \| Botafogo \| 2:0 \| San Lorenzo \| \| 18 de febrero \| Sangolquí \| Independiente del Valle \| 2:2 \| Unión Española \| \| 26 de febrero \| Santiago \| Unión Española \| 1:1 \| Botafogo \| \| 27 de febrero \| Buenos Aires \| San Lorenzo \| 1:0 \| Independiente del Valle \| \| 12 de marzo \| Buenos Aires \| San Lorenzo \| 1:1 \| Unión Española \| \| 12 de marzo \| Sangolquí \| Independiente del Valle \| 2:1 \| Botafogo \| \| 18 de marzo \| Río de Janeiro \| Botafogo \| 1:0 \| Independiente del Valle \| \| 20 de marzo \| Santiago \| Unión Española \| 1:0 \| San Lorenzo \| \| 27 de marzo \| Quito \| Independiente del Valle \| 1:1 \| San Lorenzo \| \| 2 de abril \| Río de Janeiro \| Botafogo \| 0:1 \| Unión Española \| \| 9 de abril \| Buenos Aires \| San Lorenzo \| 3:0 \| Botafogo \| \| 9 de abril \| Santiago \| Unión Española \| 4:5 \| Independiente del Valle \| |                |                         |           |                         |
| Fecha | Lugar          | Local                   | Resultado | Visitante               |
| 11 de febrero | Río de Janeiro | Botafogo                | 2:0       | San Lorenzo             |
| 18 de febrero | Sangolquí      | Independiente del Valle | 2:2       | Unión Española          |
| 26 de febrero | Santiago       | Unión Española          | 1:1       | Botafogo                |
| 27 de febrero | Buenos Aires   | San Lorenzo             | 1:0       | Independiente del Valle |
| 12 de marzo | Buenos Aires   | San Lorenzo             | 1:1       | Unión Española          |
| 12 de marzo | Sangolquí      | Independiente del Valle | 2:1       | Botafogo                |
| 18 de marzo | Río de Janeiro | Botafogo                | 1:0       | Independiente del Valle |
| 20 de marzo | Santiago       | Unión Española          | 1:0       | San Lorenzo             |
| 27 de marzo | Quito          | Independiente del Valle | 1:1       | San Lorenzo             |
| 2 de abril | Río de Janeiro | Botafogo                | 0:1       | Unión Española          |
| 9 de abril | Buenos Aires   | San Lorenzo             | 3:0       | Botafogo                |
| 9 de abril | Santiago       | Unión Española          | 4:5       | Independiente del Valle |

### Grupo 3
| Equipo         | Pts. | PJ | PG | PE | PP | GF | GC | DG |
| -------------- | ---- | -- | -- | -- | -- | -- | -- | -- |
| Cerro Porteño  | 10   | 6  | 3  | 1  | 2  | 10 | 9  | 1  |
| Lanús          | 8    | 6  | 2  | 2  | 2  | 6  | 5  | 1  |
| O'Higgins      | 7    | 6  | 1  | 4  | 1  | 5  | 5  | 0  |
| Deportivo Cali | 7    | 6  | 2  | 1  | 3  | 6  | 8  | –2 |

| \| Fecha \| Lugar \| Local \| Resultado \| Visitante \| \| ------------- \| -------- \| -------------- \| --------- \| -------------- \| \| 12 de febrero \| Cali \| Deportivo Cali \| 1:0 \| Cerro Porteño \| \| 13 de febrero \| Lanús \| Lanús \| 0:0 \| O'Higgins \| \| 19 de febrero \| Santiago \| O'Higgins \| 1:0 \| Deportivo Cali \| \| 26 de febrero \| Asunción \| Cerro Porteño \| 3:1 \| Lanús \| \| 13 de marzo \| Cali \| Deportivo Cali \| 2:1 \| Lanús \| \| 13 de marzo \| Santiago \| O'Higgins \| 2:2 \| Cerro Porteño \| \| 20 de marzo \| Asunción \| Cerro Porteño \| 2:1 \| O'Higgins \| \| 20 de marzo \| Lanús \| Lanús \| 2:0 \| Deportivo Cali \| \| 26 de marzo \| Cali \| Deportivo Cali \| 1:1 \| O'Higgins \| \| 27 de marzo \| Lanús \| Lanús \| 2:0 \| Cerro Porteño \| \| 8 de abril \| Asunción \| Cerro Porteño \| 3:2 \| Deportivo Cali \| \| 8 de abril \| Rancagua \| O'Higgins \| 0:0 \| Lanús \| |          |                |           |                |
| Fecha | Lugar    | Local          | Resultado | Visitante      |
| 12 de febrero | Cali     | Deportivo Cali | 1:0       | Cerro Porteño  |
| 13 de febrero | Lanús    | Lanús          | 0:0       | O'Higgins      |
| 19 de febrero | Santiago | O'Higgins      | 1:0       | Deportivo Cali |
| 26 de febrero | Asunción | Cerro Porteño  | 3:1       | Lanús          |
| 13 de marzo | Cali     | Deportivo Cali | 2:1       | Lanús          |
| 13 de marzo | Santiago | O'Higgins      | 2:2       | Cerro Porteño  |
| 20 de marzo | Asunción | Cerro Porteño  | 2:1       | O'Higgins      |
| 20 de marzo | Lanús    | Lanús          | 2:0       | Deportivo Cali |
| 26 de marzo | Cali     | Deportivo Cali | 1:1       | O'Higgins      |
| 27 de marzo | Lanús    | Lanús          | 2:0       | Cerro Porteño  |
| 8 de abril | Asunción | Cerro Porteño  | 3:2       | Deportivo Cali |
| 8 de abril | Rancagua | O'Higgins      | 0:0       | Lanús          |

### Grupo 4
| Equipo           | Pts. | PJ | PG | PE | PP | GF | GC | DG |
| ---------------- | ---- | -- | -- | -- | -- | -- | -- | -- |
| Atlético Mineiro | 12   | 6  | 3  | 3  | 0  | 8  | 5  | 3  |
| Nacional         | 8    | 6  | 2  | 2  | 2  | 8  | 10 | –2 |
| Zamora           | 7    | 6  | 2  | 1  | 3  | 6  | 6  | 0  |
| Santa Fe         | 5    | 6  | 1  | 2  | 3  | 10 | 11 | –1 |

| \| Fecha \| Lugar \| Local \| Resultado \| Visitante \| \| ------------- \| --------------- \| ---------------- \| --------- \| ---------------- \| \| 11 de febrero \| Barinas \| Zamora \| 0:1 \| Atlético Mineiro \| \| 11 de febrero \| Bogotá \| Santa Fe \| 3:1 \| Nacional \| \| 20 de febrero \| Asunción \| Nacional \| 1:0 \| Zamora \| \| 26 de febrero \| Belo Horizonte \| Atlético Mineiro \| 2:1 \| Santa Fe \| \| 12 de marzo \| Ciudad del Este \| Nacional \| 2:2 \| Atlético Mineiro \| \| 12 de marzo \| Barinas \| Zamora \| 2:1 \| Santa Fe \| \| 18 de marzo \| Bogotá \| Santa Fe \| 2:2 \| Zamora \| \| 19 de marzo \| Belo Horizonte \| Atlético Mineiro \| 1:1 \| Nacional \| \| 25 de marzo \| Barinas \| Zamora \| 2:0 \| Nacional \| \| 3 de abril \| Bogotá \| Santa Fe \| 1:1 \| Atlético Mineiro \| \| 10 de abril \| Asunción \| Nacional \| 3:2 \| Santa Fe \| \| 10 de abril \| Belo Horizonte \| Atlético Mineiro \| 1:0 \| Zamora \| |                 |                  |           |                  |
| Fecha | Lugar           | Local            | Resultado | Visitante        |
| 11 de febrero | Barinas         | Zamora           | 0:1       | Atlético Mineiro |
| 11 de febrero | Bogotá          | Santa Fe         | 3:1       | Nacional         |
| 20 de febrero | Asunción        | Nacional         | 1:0       | Zamora           |
| 26 de febrero | Belo Horizonte  | Atlético Mineiro | 2:1       | Santa Fe         |
| 12 de marzo | Ciudad del Este | Nacional         | 2:2       | Atlético Mineiro |
| 12 de marzo | Barinas         | Zamora           | 2:1       | Santa Fe         |
| 18 de marzo | Bogotá          | Santa Fe         | 2:2       | Zamora           |
| 19 de marzo | Belo Horizonte  | Atlético Mineiro | 1:1       | Nacional         |
| 25 de marzo | Barinas         | Zamora           | 2:0       | Nacional         |
| 3 de abril | Bogotá          | Santa Fe         | 1:1       | Atlético Mineiro |
| 10 de abril | Asunción        | Nacional         | 3:2       | Santa Fe         |
| 10 de abril | Belo Horizonte  | Atlético Mineiro | 1:0       | Zamora           |

### Grupo 5
| Equipo               | Pts. | PJ | PG | PE | PP | GF | GC | DG |
| -------------------- | ---- | -- | -- | -- | -- | -- | -- | -- |
| Defensor Sporting    | 11   | 6  | 3  | 2  | 1  | 11 | 5  | 6  |
| Cruzeiro             | 10   | 6  | 3  | 1  | 2  | 13 | 7  | 6  |
| Universidad de Chile | 10   | 6  | 3  | 1  | 2  | 6  | 9  | –3 |
| Real Garcilaso       | 3    | 6  | 1  | 0  | 5  | 4  | 13 | –9 |

| \| Fecha \| Lugar \| Local \| Resultado \| Visitante \| \| ------------- \| -------------- \| -------------------- \| --------- \| -------------------- \| \| 12 de febrero \| Huancayo \| Real Garcilaso \| 2:1 \| Cruzeiro \| \| 13 de febrero \| Santiago \| Universidad de Chile \| 1:0 \| Defensor Sporting \| \| 19 de febrero \| Montevideo \| Defensor Sporting \| 4:1 \| Real Garcilaso \| \| 25 de febrero \| Belo Horizonte \| Cruzeiro \| 5:1 \| Universidad de Chile \| \| 11 de marzo \| Montevideo \| Defensor Sporting \| 2:0 \| Cruzeiro \| \| 11 de marzo \| Huancayo \| Real Garcilaso \| 1:2 \| Universidad de Chile \| \| 18 de marzo \| Santiago \| Universidad de Chile \| 1:0 \| Real Garcilaso \| \| 20 de marzo \| Belo Horizonte \| Cruzeiro \| 2:2 \| Defensor Sporting \| \| 1 de abril \| Huancayo \| Real Garcilaso \| 0:2 \| Defensor Sporting \| \| 3 de abril \| Santiago \| Universidad de Chile \| 0:2 \| Cruzeiro \| \| 9 de abril \| Belo Horizonte \| Cruzeiro \| 3:0 \| Real Garcilaso \| \| 9 de abril \| Montevideo \| Defensor Sporting \| 1:1 \| Universidad de Chile \| |                |                      |           |                      |
| Fecha | Lugar          | Local                | Resultado | Visitante            |
| 12 de febrero | Huancayo       | Real Garcilaso       | 2:1       | Cruzeiro             |
| 13 de febrero | Santiago       | Universidad de Chile | 1:0       | Defensor Sporting    |
| 19 de febrero | Montevideo     | Defensor Sporting    | 4:1       | Real Garcilaso       |
| 25 de febrero | Belo Horizonte | Cruzeiro             | 5:1       | Universidad de Chile |
| 11 de marzo | Montevideo     | Defensor Sporting    | 2:0       | Cruzeiro             |
| 11 de marzo | Huancayo       | Real Garcilaso       | 1:2       | Universidad de Chile |
| 18 de marzo | Santiago       | Universidad de Chile | 1:0       | Real Garcilaso       |
| 20 de marzo | Belo Horizonte | Cruzeiro             | 2:2       | Defensor Sporting    |
| 1 de abril | Huancayo       | Real Garcilaso       | 0:2       | Defensor Sporting    |
| 3 de abril | Santiago       | Universidad de Chile | 0:2       | Cruzeiro             |
| 9 de abril | Belo Horizonte | Cruzeiro             | 3:0       | Real Garcilaso       |
| 9 de abril | Montevideo     | Defensor Sporting    | 1:1       | Universidad de Chile |

### Grupo 6
| Equipo            | Pts. | PJ | PG | PE | PP | GF | GC | DG |
| ----------------- | ---- | -- | -- | -- | -- | -- | -- | -- |
| Grêmio            | 14   | 6  | 4  | 2  | 0  | 8  | 1  | 7  |
| Atlético Nacional | 10   | 6  | 3  | 1  | 2  | 7  | 8  | –1 |
| Newell's Old Boys | 8    | 6  | 2  | 2  | 2  | 10 | 7  | 3  |
| Nacional          | 1    | 6  | 0  | 1  | 5  | 4  | 13 | –9 |

| \| Fecha \| Lugar \| Local \| Resultado \| Visitante \| \| ------------- \| ------------ \| ----------------- \| --------- \| ----------------- \| \| 13 de febrero \| Montevideo \| Nacional \| 0:1 \| Grêmio \| \| 13 de febrero \| Medellín \| Atlético Nacional \| 1:0 \| Newell's Old Boys \| \| 25 de febrero \| Porto Alegre \| Grêmio \| 3:0 \| Atlético Nacional \| \| 27 de febrero \| Rosario \| Newell's Old Boys \| 4:0 \| Nacional \| \| 11 de marzo \| Medellín \| Atlético Nacional \| 2:2 \| Nacional \| \| 13 de marzo \| Porto Alegre \| Grêmio \| 0:0 \| Newell's Old Boys \| \| 18 de marzo \| Montevideo \| Nacional \| 0:1 \| Atlético Nacional \| \| 19 de marzo \| Rosario \| Newell's Old Boys \| 1:1 \| Grêmio \| \| 26 de marzo \| Montevideo \| Nacional \| 2:4 \| Newell's Old Boys \| \| 2 de abril \| Medellín \| Atlético Nacional \| 0:2 \| Grêmio \| \| 10 de abril \| Porto Alegre \| Grêmio \| 1:0 \| Nacional \| \| 10 de abril \| Rosario \| Newell's Old Boys \| 1:3 \| Atlético Nacional \| |              |                   |           |                   |
| Fecha | Lugar        | Local             | Resultado | Visitante         |
| 13 de febrero | Montevideo   | Nacional          | 0:1       | Grêmio            |
| 13 de febrero | Medellín     | Atlético Nacional | 1:0       | Newell's Old Boys |
| 25 de febrero | Porto Alegre | Grêmio            | 3:0       | Atlético Nacional |
| 27 de febrero | Rosario      | Newell's Old Boys | 4:0       | Nacional          |
| 11 de marzo | Medellín     | Atlético Nacional | 2:2       | Nacional          |
| 13 de marzo | Porto Alegre | Grêmio            | 0:0       | Newell's Old Boys |
| 18 de marzo | Montevideo   | Nacional          | 0:1       | Atlético Nacional |
| 19 de marzo | Rosario      | Newell's Old Boys | 1:1       | Grêmio            |
| 26 de marzo | Montevideo   | Nacional          | 2:4       | Newell's Old Boys |
| 2 de abril | Medellín     | Atlético Nacional | 0:2       | Grêmio            |
| 10 de abril | Porto Alegre | Grêmio            | 1:0       | Nacional          |
| 10 de abril | Rosario      | Newell's Old Boys | 1:3       | Atlético Nacional |

### Grupo 7
| Equipo   | Pts. | PJ | PG | PE | PP | GF | GC | DG |
| -------- | ---- | -- | -- | -- | -- | -- | -- | -- |
| Bolívar  | 11   | 6  | 3  | 2  | 1  | 8  | 6  | 2  |
| León     | 10   | 6  | 3  | 1  | 2  | 10 | 7  | 3  |
| Flamengo | 7    | 6  | 2  | 1  | 3  | 10 | 10 | 0  |
| Emelec   | 6    | 6  | 2  | 0  | 4  | 7  | 12 | –5 |

| \| Fecha \| Lugar \| Local \| Resultado \| Visitante \| \| ------------- \| -------------- \| -------- \| --------- \| --------- \| \| 12 de febrero \| León \| León \| 2:1 \| Flamengo \| \| 13 de febrero \| Guayaquil \| Emelec \| 2:1 \| Bolívar \| \| 19 de febrero \| La Paz \| Bolívar \| 1:1 \| León \| \| 26 de febrero \| Río de Janeiro \| Flamengo \| 3:1 \| Emelec \| \| 11 de marzo \| Guayaquil \| Emelec \| 2:1 \| León \| \| 12 de marzo \| Río de Janeiro \| Flamengo \| 2:2 \| Bolívar \| \| 19 de marzo \| La Paz \| Bolívar \| 1:0 \| Flamengo \| \| 19 de marzo \| León \| León \| 3:0 \| Emelec \| \| 26 de marzo \| León \| León \| 0:1 \| Bolívar \| \| 2 de abril \| Guayaquil \| Emelec \| 1:2 \| Flamengo \| \| 9 de abril \| La Paz \| Bolívar \| 2:1 \| Emelec \| \| 9 de abril \| Río de Janeiro \| Flamengo \| 2:3 \| León \| |                |          |           |           |
| Fecha | Lugar          | Local    | Resultado | Visitante |
| 12 de febrero | León           | León     | 2:1       | Flamengo  |
| 13 de febrero | Guayaquil      | Emelec   | 2:1       | Bolívar   |
| 19 de febrero | La Paz         | Bolívar  | 1:1       | León      |
| 26 de febrero | Río de Janeiro | Flamengo | 3:1       | Emelec    |
| 11 de marzo | Guayaquil      | Emelec   | 2:1       | León      |
| 12 de marzo | Río de Janeiro | Flamengo | 2:2       | Bolívar   |
| 19 de marzo | La Paz         | Bolívar  | 1:0       | Flamengo  |
| 19 de marzo | León           | León     | 3:0       | Emelec    |
| 26 de marzo | León           | León     | 0:1       | Bolívar   |
| 2 de abril | Guayaquil      | Emelec   | 1:2       | Flamengo  |
| 9 de abril | La Paz         | Bolívar  | 2:1       | Emelec    |
| 9 de abril | Río de Janeiro | Flamengo | 2:3       | León      |

### Grupo 8
| Equipo               | Pts. | PJ | PG | PE | PP | GF | GC | DG |
| -------------------- | ---- | -- | -- | -- | -- | -- | -- | -- |
| Santos Laguna        | 13   | 6  | 4  | 1  | 1  | 11 | 5  | 6  |
| Arsenal              | 12   | 6  | 4  | 0  | 2  | 11 | 4  | 7  |
| Peñarol              | 5    | 6  | 1  | 2  | 3  | 5  | 10 | –5 |
| Deportivo Anzoátegui | 3    | 6  | 0  | 3  | 3  | 4  | 12 | –8 |

| \| Fecha \| Lugar \| Local \| Resultado \| Visitante \| \| ------------- \| -------------- \| -------------------- \| --------- \| -------------------- \| \| 11 de febrero \| Torreón \| Santos Laguna \| 1:0 \| Arsenal \| \| 12 de febrero \| Puerto La Cruz \| Deportivo Anzoátegui \| 1:1 \| Peñarol \| \| 18 de febrero \| Montevideo \| Peñarol \| 0:2 \| Santos Laguna \| \| 25 de febrero \| Sarandí \| Arsenal \| 3:0 \| Deportivo Anzoátegui \| \| 11 de marzo \| Puerto La Cruz \| Deportivo Anzoátegui \| 1:1 \| Santos Laguna \| \| 13 de marzo \| Sarandí \| Arsenal \| 1:0 \| Peñarol \| \| 18 de marzo \| Torreón \| Santos Laguna \| 3:0 \| Deportivo Anzoátegui \| \| 19 de marzo \| Montevideo \| Peñarol \| 2:1 \| Arsenal \| \| 25 de marzo \| Torreón \| Santos Laguna \| 4:1 \| Peñarol \| \| 26 de marzo \| Puerto La Cruz \| Deportivo Anzoátegui \| 1:3 \| Arsenal \| \| 10 de abril \| Sarandí \| Arsenal \| 3:0 \| Santos Laguna \| \| 10 de abril \| Montevideo \| Peñarol \| 1:1 \| Deportivo Anzoátegui \| |                |                      |           |                      |
| Fecha | Lugar          | Local                | Resultado | Visitante            |
| 11 de febrero | Torreón        | Santos Laguna        | 1:0       | Arsenal              |
| 12 de febrero | Puerto La Cruz | Deportivo Anzoátegui | 1:1       | Peñarol              |
| 18 de febrero | Montevideo     | Peñarol              | 0:2       | Santos Laguna        |
| 25 de febrero | Sarandí        | Arsenal              | 3:0       | Deportivo Anzoátegui |
| 11 de marzo | Puerto La Cruz | Deportivo Anzoátegui | 1:1       | Santos Laguna        |
| 13 de marzo | Sarandí        | Arsenal              | 1:0       | Peñarol              |
| 18 de marzo | Torreón        | Santos Laguna        | 3:0       | Deportivo Anzoátegui |
| 19 de marzo | Montevideo     | Peñarol              | 2:1       | Arsenal              |
| 25 de marzo | Torreón        | Santos Laguna        | 4:1       | Peñarol              |
| 26 de marzo | Puerto La Cruz | Deportivo Anzoátegui | 1:3       | Arsenal              |
| 10 de abril | Sarandí        | Arsenal              | 3:0       | Santos Laguna        |
| 10 de abril | Montevideo     | Peñarol              | 1:1       | Deportivo Anzoátegui |

## Fases finales
A partir de aquí, los dieciséis equipos clasificados disputaron una serie de eliminatorias a ida y vuelta, hasta consagrar al campeón.
Las fases finales estuvieron compuestas por cuatro etapas: octavos, cuartos, semifinales y final. A los fines de establecer las llaves de la primera etapa, los dieciséis equipos fueron ordenados en dos tablas, una con los clasificados como primeros (numerados del 1 al 8 de acuerdo con su desempeño en la segunda fase, determinada según los criterios de clasificación), y otra con aquellos clasificados como segundos (numerados del 9 al 16, con el mismo criterio), enfrentándose en octavos de final el 1 con el 16, el 2 con el 15, el 3 con el 14, y así sucesivamente. Durante todo el desarrollo de las fases finales, el equipo que ostentara menor número de orden que su rival de turno ejerció la localía en el partido de vuelta. En caso de que dos equipos de un mismo país alcanzaran la ronda de semifinales, se debía alterar, de ser necesario, el orden de las llaves para que ambos se enfrentaran en la mencionada instancia, a fin de evitar que puedan cruzarse en la final.

### Tabla de primeros
| N.º | Equipo            | Pts. | PJ | PG | PE | PP | GF | GC | DG |
| --- | ----------------- | ---- | -- | -- | -- | -- | -- | -- | -- |
| 1   | Vélez Sarsfield   | 15   | 6  | 5  | 0  | 1  | 9  | 3  | 6  |
| 2   | Grêmio            | 14   | 6  | 4  | 2  | 0  | 8  | 1  | 7  |
| 3   | Santos Laguna     | 13   | 6  | 4  | 1  | 1  | 11 | 5  | 6  |
| 4   | Atlético Mineiro  | 12   | 6  | 3  | 3  | 0  | 8  | 5  | 3  |
| 5   | Defensor Sporting | 11   | 6  | 3  | 2  | 1  | 11 | 5  | 6  |
| 6   | Bolívar           | 11   | 6  | 3  | 2  | 1  | 8  | 6  | 2  |
| 7   | Cerro Porteño     | 10   | 6  | 3  | 1  | 2  | 10 | 9  | 1  |
| 8   | Unión Española    | 9    | 6  | 2  | 3  | 1  | 10 | 9  | 1  |

### Tabla de segundos
| N.º | Equipo            | Pts. | PJ | PG | PE | PP | GF | GC | DG | GV |
| --- | ----------------- | ---- | -- | -- | -- | -- | -- | -- | -- | -- |
| 9   | Arsenal           | 12   | 6  | 4  | 0  | 2  | 11 | 4  | 7  |    |
| 10  | Cruzeiro          | 10   | 6  | 3  | 1  | 2  | 13 | 7  | 6  |    |
| 11  | León              | 10   | 6  | 3  | 1  | 2  | 10 | 7  | 3  |    |
| 12  | The Strongest     | 10   | 6  | 3  | 1  | 2  | 8  | 7  | 1  |    |
| 13  | Atlético Nacional | 10   | 6  | 3  | 1  | 2  | 7  | 8  | –1 |    |
| 14  | Lanús             | 8    | 6  | 2  | 2  | 2  | 6  | 5  | 1  | 2  |
| 15  | San Lorenzo       | 8    | 6  | 2  | 2  | 2  | 6  | 5  | 1  | 1  |
| 16  | Nacional          | 8    | 6  | 2  | 2  | 2  | 8  | 10 | –2 |    |

### Cuadro de desarrollo
|  | Octavos de final         | Octavos de final         | Octavos de final         | Octavos de final         | Octavos de final         |   |    | Cuartos de final  | Cuartos de final | Cuartos de final | Cuartos de final | Cuartos de final |  |    | Semifinales       | Semifinales       | Semifinales       | Semifinales       | Semifinales       |  |    | Final            | Final            | Final            | Final            | Final            |  |
|  | 16 de abril al 1 de mayo | 16 de abril al 1 de mayo | 16 de abril al 1 de mayo | 16 de abril al 1 de mayo | 16 de abril al 1 de mayo |   |    | 7 al 15 de mayo   | 7 al 15 de mayo  | 7 al 15 de mayo  | 7 al 15 de mayo  | 7 al 15 de mayo  |  |    | 22 al 30 de julio | 22 al 30 de julio | 22 al 30 de julio | 22 al 30 de julio | 22 al 30 de julio |  |    | 6 y 13 de agosto | 6 y 13 de agosto | 6 y 13 de agosto | 6 y 13 de agosto | 6 y 13 de agosto |  |
|  |                          |                          |                          |                          |                          |   |    |                   |                  |                  |                  |                  |  |    |                   |                   |                   |                   |                   |  |    |                  |                  |                  |                  |                  |  |
|  |                          |                          |                          |                          |                          |   |    |                   |                  |                  |                  |                  |  |    |                   |                   |                   |                   |                   |  |    |                  |                  |                  |                  |                  |  |
|  | 1                        | Vélez Sarsfield          | 0                        | 2                        | 2                        |   |    |                   |                  |                  |                  |                  |  |    |                   |                   |                   |                   |                   |  |    |                  |                  |                  |                  |                  |  |
|  | 1                        | Vélez Sarsfield          | 0                        | 2                        | 2                        |   |    |                   |                  |                  |                  |                  |  |    |                   |                   |                   |                   |                   |  |    |                  |                  |                  |                  |                  |  |
|  | 16                       | Nacional                 | 1                        | 2                        | 3                        |   |    |                   |                  |                  |                  |                  |  |    |                   |                   |                   |                   |                   |  |    |                  |                  |                  |                  |                  |  |
|  | 16                       | Nacional                 | 1                        | 2                        | 3                        |   | 16 | Nacional          | 1                | 0                | 1                |                  |  |    |                   |                   |                   |                   |                   |  |    |                  |                  |                  |                  |                  |  |
|  |                          |                          |                          |                          |                          |   | 16 | Nacional          | 1                | 0                | 1                |                  |  |    |                   |                   |                   |                   |                   |  |    |                  |                  |                  |                  |                  |  |
|  |                          |                          | 9                        | Arsenal                  | 0                        | 0 | 0  |                   |                  |                  |                  |                  |  |    |                   |                   |                   |                   |                   |  |    |                  |                  |                  |                  |                  |  |
|  | 8                        | Unión Española           | 9                        | Arsenal                  | 0                        | 0 | 0  | 0                 | 0                | 0                |                  |                  |  |    |                   |                   |                   |                   |                   |  |    |                  |                  |                  |                  |                  |  |
|  | 8                        | Unión Española           |                          |                          |                          |   |    |                   |                  | 0                |                  |                  |  |    |                   |                   |                   |                   |                   |  |    |                  |                  |                  |                  |                  |  |
|  | 9                        | Arsenal                  | 0                        | 1                        | 1                        |   |    |                   |                  |                  |                  |                  |  |    |                   |                   |                   |                   |                   |  |    |                  |                  |                  |                  |                  |  |
|  | 9                        | Arsenal                  | 0                        | 1                        | 1                        |   |    |                   |                  |                  |                  |                  |  | 16 | Nacional          | 2                 | 0                 | 2                 |                   |  |    |                  |                  |                  |                  |                  |  |
|  |                          |                          |                          |                          |                          |   |    |                   |                  |                  |                  |                  |  | 16 | Nacional          | 2                 | 0                 | 2                 |                   |  |    |                  |                  |                  |                  |                  |  |
|  |                          |                          | 5                        | Defensor Sporting        | 0                        | 1 | 1  |                   |                  |                  |                  |                  |  |    |                   |                   |                   |                   |                   |  |    |                  |                  |                  |                  |                  |  |
|  | 4                        | Atlético Mineiro         | 5                        | Defensor Sporting        | 0                        | 1 | 1  | 0                 | 1                | 1                |                  |                  |  |    |                   |                   |                   |                   |                   |  |    |                  |                  |                  |                  |                  |  |
|  | 4                        | Atlético Mineiro         |                          |                          |                          |   |    |                   |                  | 1                |                  |                  |  |    |                   |                   |                   |                   |                   |  |    |                  |                  |                  |                  |                  |  |
|  | 13                       | Atlético Nacional        | 1                        | 1                        | 2                        |   |    |                   |                  |                  |                  |                  |  |    |                   |                   |                   |                   |                   |  |    |                  |                  |                  |                  |                  |  |
|  | 13                       | Atlético Nacional        | 1                        | 1                        | 2                        |   | 13 | Atlético Nacional | 0                | 0                | 0                |                  |  |    |                   |                   |                   |                   |                   |  |    |                  |                  |                  |                  |                  |  |
|  |                          |                          |                          |                          |                          |   | 13 | Atlético Nacional | 0                | 0                | 0                |                  |  |    |                   |                   |                   |                   |                   |  |    |                  |                  |                  |                  |                  |  |
|  |                          |                          | 5                        | Defensor Sporting        | 2                        | 1 | 3  |                   |                  |                  |                  |                  |  |    |                   |                   |                   |                   |                   |  |    |                  |                  |                  |                  |                  |  |
|  | 5                        | Defensor Sporting (p)    | 5                        | Defensor Sporting        | 2                        | 1 | 3  | 0                 | 2                | 2 (4)            |                  |                  |  |    |                   |                   |                   |                   |                   |  |    |                  |                  |                  |                  |                  |  |
|  | 5                        | Defensor Sporting (p)    |                          |                          |                          |   |    |                   |                  | 2 (4)            |                  |                  |  |    |                   |                   |                   |                   |                   |  |    |                  |                  |                  |                  |                  |  |
|  | 12                       | The Strongest            | 2                        | 0                        | 2 (2)                    |   |    |                   |                  |                  |                  |                  |  |    |                   |                   |                   |                   |                   |  |    |                  |                  |                  |                  |                  |  |
|  | 12                       | The Strongest            | 2                        | 0                        | 2 (2)                    |   |    |                   |                  |                  |                  |                  |  |    |                   |                   |                   |                   |                   |  | 16 | Nacional         | 1                | 0                | 1                |                  |  |
|  |                          |                          |                          |                          |                          |   |    |                   |                  |                  |                  |                  |  |    |                   |                   |                   |                   |                   |  | 16 | Nacional         | 1                | 0                | 1                |                  |  |
|  |                          |                          | 15                       | San Lorenzo              | 1                        | 1 | 2  |                   |                  |                  |                  |                  |  |    |                   |                   |                   |                   |                   |  |    |                  |                  |                  |                  |                  |  |
|  | 2                        | Grêmio                   | 15                       | San Lorenzo              | 1                        | 1 | 2  | 0                 | 1                | 1 (2)            |                  |                  |  |    |                   |                   |                   |                   |                   |  |    |                  |                  |                  |                  |                  |  |
|  | 2                        | Grêmio                   |                          |                          |                          |   |    |                   |                  | 1 (2)            |                  |                  |  |    |                   |                   |                   |                   |                   |  |    |                  |                  |                  |                  |                  |  |
|  | 15                       | San Lorenzo (p)          | 1                        | 0                        | 1 (4)                    |   |    |                   |                  |                  |                  |                  |  |    |                   |                   |                   |                   |                   |  |    |                  |                  |                  |                  |                  |  |
|  | 15                       | San Lorenzo (p)          | 1                        | 0                        | 1 (4)                    |   | 15 | San Lorenzo       | 1                | 1                | 2                |                  |  |    |                   |                   |                   |                   |                   |  |    |                  |                  |                  |                  |                  |  |
|  |                          |                          |                          |                          |                          |   | 15 | San Lorenzo       | 1                | 1                | 2                |                  |  |    |                   |                   |                   |                   |                   |  |    |                  |                  |                  |                  |                  |  |
|  |                          |                          | 10                       | Cruzeiro                 | 0                        | 1 | 1  |                   |                  |                  |                  |                  |  |    |                   |                   |                   |                   |                   |  |    |                  |                  |                  |                  |                  |  |
|  | 7                        | Cerro Porteño            | 10                       | Cruzeiro                 | 0                        | 1 | 1  | 1                 | 0                | 1                |                  |                  |  |    |                   |                   |                   |                   |                   |  |    |                  |                  |                  |                  |                  |  |
|  | 7                        | Cerro Porteño            |                          |                          |                          |   |    |                   |                  | 1                |                  |                  |  |    |                   |                   |                   |                   |                   |  |    |                  |                  |                  |                  |                  |  |
|  | 10                       | Cruzeiro                 | 1                        | 2                        | 3                        |   |    |                   |                  |                  |                  |                  |  |    |                   |                   |                   |                   |                   |  |    |                  |                  |                  |                  |                  |  |
|  | 10                       | Cruzeiro                 | 1                        | 2                        | 3                        |   |    |                   |                  |                  |                  |                  |  | 15 | San Lorenzo       | 5                 | 0                 | 5                 |                   |  |    |                  |                  |                  |                  |                  |  |
|  |                          |                          |                          |                          |                          |   |    |                   |                  |                  |                  |                  |  | 15 | San Lorenzo       | 5                 | 0                 | 5                 |                   |  |    |                  |                  |                  |                  |                  |  |
|  |                          |                          | 6                        | Bolívar                  | 0                        | 1 | 1  |                   |                  |                  |                  |                  |  |    |                   |                   |                   |                   |                   |  |    |                  |                  |                  |                  |                  |  |
|  | 3                        | Santos Laguna            | 6                        | Bolívar                  | 0                        | 1 | 1  | 1                 | 0                | 1                |                  |                  |  |    |                   |                   |                   |                   |                   |  |    |                  |                  |                  |                  |                  |  |
|  | 3                        | Santos Laguna            |                          |                          |                          |   |    |                   |                  | 1                |                  |                  |  |    |                   |                   |                   |                   |                   |  |    |                  |                  |                  |                  |                  |  |
|  | 14                       | Lanús                    | 2                        | 2                        | 4                        |   |    |                   |                  |                  |                  |                  |  |    |                   |                   |                   |                   |                   |  |    |                  |                  |                  |                  |                  |  |
|  | 14                       | Lanús                    | 2                        | 2                        | 4                        |   | 14 | Lanús             | 1                | 0                | 1                |                  |  |    |                   |                   |                   |                   |                   |  |    |                  |                  |                  |                  |                  |  |
|  |                          |                          |                          |                          |                          |   | 14 | Lanús             | 1                | 0                | 1                |                  |  |    |                   |                   |                   |                   |                   |  |    |                  |                  |                  |                  |                  |  |
|  |                          |                          | 6                        | Bolívar                  | 1                        | 1 | 2  |                   |                  |                  |                  |                  |  |    |                   |                   |                   |                   |                   |  |    |                  |                  |                  |                  |                  |  |
|  | 6                        | Bolívar (v)              | 6                        | Bolívar                  | 1                        | 1 | 2  | 2                 | 1                | 3                |                  |                  |  |    |                   |                   |                   |                   |                   |  |    |                  |                  |                  |                  |                  |  |
|  | 6                        | Bolívar (v)              |                          |                          |                          |   |    |                   |                  | 3                |                  |                  |  |    |                   |                   |                   |                   |                   |  |    |                  |                  |                  |                  |                  |  |
|  | 11                       | León                     | 2                        | 1                        | 3                        |   |    |                   |                  |                  |                  |                  |  |    |                   |                   |                   |                   |                   |  |    |                  |                  |                  |                  |                  |  |
|  | 11                       | León                     | 2                        | 1                        | 3                        |   |    |                   |                  |                  |                  |                  |  |    |                   |                   |                   |                   |                   |  |    |                  |                  |                  |                  |                  |  |
|  |                          |                          |                          |                          |                          |   |    |                   |                  |                  |                  |                  |  |    |                   |                   |                   |                   |                   |  |    |                  |                  |                  |                  |                  |  |

- Nota: En cada llave, el equipo con el menor número de orden es el que definió la serie como local.

### Octavos de final
| 23 de abril de 2014, 18:45 (UTC-4) | Nacional    | 1:0 (0:0) | Vélez Sarsfield | Estadio Defensores del Chaco, Asunción                  |                                                         |
|                                    | Benítez 86' | Reporte   |                 | Asistencia: 25 889 espectadores Árbitro(s): Heber Lopes | Asistencia: 25 889 espectadores Árbitro(s): Heber Lopes |

| 29 de abril de 2014, 21:45 (UTC-3) | Vélez Sarsfield | 2:2 (0:0) | Nacional                        | Estadio José Amalfitani, Buenos Aires                    |                                                          |
|                                    | Correa 74' 84'  | Reporte   | Torales 78' (pen.) · Orué 90+3' | Asistencia: 21 800 espectadores Árbitro(s): Sandro Ricci | Asistencia: 21 800 espectadores Árbitro(s): Sandro Ricci |

| 24 de abril de 2014, 21:15 (UTC-3) | Arsenal | 0:0     | Unión Española | Estadio Julio Humberto Grondona, Sarandí                         |                                                                  |
|                                    |         | Reporte |                | Asistencia: 18 060 espectadores Árbitro(s): Victor Hugo Carrillo | Asistencia: 18 060 espectadores Árbitro(s): Victor Hugo Carrillo |

| 30 de abril de 2014, 18:30 (UTC-3) | Unión Española | 0:1 (0:0) | Arsenal       | Estadio Santa Laura, Santiago                                      |                                                                    |
|                                    |                | Reporte   | Braghieri 66' | Asistencia: 7 411 espectadores Árbitro(s): Ricardo Marques Ribeiro | Asistencia: 7 411 espectadores Árbitro(s): Ricardo Marques Ribeiro |

| 23 de abril de 2014, 20:00 (UTC-5) | Atlético Nacional | 1:0 (0:0) | Atlético Mineiro | Estadio Atanasio Girardot, Medellín                        |                                                            |
|                                    | Cárdenas 90+1'    | Reporte   |                  | Asistencia: 44 082 espectadores Árbitro(s): Martín Vázquez | Asistencia: 44 082 espectadores Árbitro(s): Martín Vázquez |

| 1 de mayo de 2014, 19:15 (UTC-3) | Atlético Mineiro | 1:1 (1:0) | Atlético Nacional | Estadio Independência, Belo Horizonte                        |                                                              |
|                                  | Fernandinho 19'  | Reporte   | Duque 87'         | Asistencia: 22 503 espectadores Árbitro(s): Patricio Loustau | Asistencia: 22 503 espectadores Árbitro(s): Patricio Loustau |

| 17 de abril de 2014, 20:15 (UTC-4) | The Strongest            | 2:0 (0:0) | Defensor Sporting | Estadio Hernando Siles, La Paz                                       |                                                                      |
|                                    | Reinoso 68' · Castro 77' | Reporte   |                   | Asistencia: 26 609 espectadores Árbitro(s): Marcelo de Lima Henrique | Asistencia: 26 609 espectadores Árbitro(s): Marcelo de Lima Henrique |

| 29 de abril de 2014, 19:15 (UTC-3) | Defensor Sporting                             | 2:0 (0:0) (4:2 p.)         | The Strongest                         | Estadio Luis Franzini, Montevideo                         |                                                           |
|                                    | De Arrascaeta 59' · Olivera 64'               | Reporte                    |                                       | Asistencia: 10 000 espectadores Árbitro(s): Antonio Arias | Asistencia: 10 000 espectadores Árbitro(s): Antonio Arias |
|                                    |                                               | Tiros desde el punto penal |                                       |                                                           |                                                           |
|                                    | Alonso · Malvino · Fleurquín · Luna · Olivera |                            | Cristaldo · Barrera · Alfaro · Castro |                                                           |                                                           |

| 23 de abril de 2014, 22:00 (UTC-3) | San Lorenzo | 1:0 (0:0) | Grêmio | Estadio Pedro Bidegain, Buenos Aires                      |                                                           |
|                                    | Correa 51'  | Reporte   |        | Asistencia: 20 983 espectadores Árbitro(s): Enrique Osses | Asistencia: 20 983 espectadores Árbitro(s): Enrique Osses |

| 30 de abril de 2014, 22:00 (UTC-3) | Grêmio                                     | 1:0 (0:0) (2:4 p.)         | San Lorenzo                           | Arena do Grêmio, Porto Alegre                               |                                                             |
|                                    | Dudu 83'                                   | Reporte                    |                                       | Asistencia: 36 385 espectadores Árbitro(s): Roberto Silvera | Asistencia: 36 385 espectadores Árbitro(s): Roberto Silvera |
|                                    |                                            | Tiros desde el punto penal |                                       |                                                             |                                                             |
|                                    | Barcos · Riveros · Rodríguez · Rodriguinho |                            | Ortigoza · Matos · Blandi · Buffarini |                                                             |                                                             |

| 16 de abril de 2014, 22:00 (UTC-3) | Cruzeiro       | 1:1 (0:1) | Cerro Porteño | Estadio Mineirão, Belo Horizonte                             |                                                              |
|                                    | Samudio 90'+3' | Reporte   | A. Romero 31' | Asistencia: 34 570 espectadores Árbitro(s): Daniel Fedorczuk | Asistencia: 34 570 espectadores Árbitro(s): Daniel Fedorczuk |

| 30 de abril de 2014, 21:00 (UTC-4) | Cerro Porteño | 0:2 (0:0) | Cruzeiro                      | Estadio General Pablo Rojas, Asunción                     |                                                           |
|                                    |               | Reporte   | Borges 79' · Dagoberto 90'+2' | Asistencia: 25 600 espectadores Árbitro(s): Darío Ubriaco | Asistencia: 25 600 espectadores Árbitro(s): Darío Ubriaco |

| 16 de abril de 2014, 19:45 (UTC-3) | Lanús                            | 2:1 (0:0) | Santos Laguna | Estadio Ciudad de Lanús, Lanús                             |                                                            |
|                                    | Monteseirín 65' · Martínez 90+4' | Reporte   | Quintero 57'  | Asistencia: 20 597 espectadores Árbitro(s): Patricio Polic | Asistencia: 20 597 espectadores Árbitro(s): Patricio Polic |

| 23 de abril de 2014, 22:10 (UTC-5) | Santos Laguna | 0:2 (0:1) | Lanús                         | Estadio Corona, Torreón                                   |                                                           |
|                                    |               | Reporte   | Blanco 27' · Goltz 50' (pen.) | Asistencia: 17 708 espectadores Árbitro(s): Darío Ubríaco | Asistencia: 17 708 espectadores Árbitro(s): Darío Ubríaco |

| 16 de abril de 2014, 20:00 (UTC-5) | León                     | 2:2 (1:1) | Bolívar                 | Estadio León, León                                          |                                                             |
|                                    | Montes 20' · Boselli 85' | Reporte   | Callejón 44' · Arce 70' | Asistencia: 13 940 espectadores Árbitro(s): Carlos Amarilla | Asistencia: 13 940 espectadores Árbitro(s): Carlos Amarilla |

| 22 de abril de 2014, 20:15 (UTC-4) | Bolívar    | 1:1 (1:1) | León       | Estadio Hernando Siles, La Paz                           |                                                          |
|                                    | Eguino 35' | Reporte   | Arizala 5' | Asistencia: 19 023 espectadores Árbitro(s): Adrián Vélez | Asistencia: 19 023 espectadores Árbitro(s): Adrián Vélez |

### Cuartos de final
| 7 de mayo de 2014, 18:45 (UTC-4) | Nacional | 1:0 (1:0) | Arsenal | Estadio Defensores del Chaco, Asunción                    |                                                           |
|                                  | Orué 35' | Reporte   |         | Asistencia: 28 908 espectadores Árbitro(s): Wilmar Roldán | Asistencia: 28 908 espectadores Árbitro(s): Wilmar Roldán |

| 14 de mayo de 2014, 19:30 (UTC-3) | Arsenal | 0:0     | Nacional | Estadio Julio Humberto Grondona, Sarandí                         |                                                                  |
|                                   |         | Reporte |          | Asistencia: 19 567 espectadores Árbitro(s): Leandro Pedro Vuaden | Asistencia: 19 567 espectadores Árbitro(s): Leandro Pedro Vuaden |

| 8 de mayo de 2014, 20:00 (UTC-5) | Atlético Nacional | 0:2 (0:0) | Defensor Sporting      | Estadio Atanasio Girardot, Medellín                       |                                                           |
|                                  |                   | Reporte   | Pais 76' · Olivera 82' | Asistencia: 44 654 espectadores Árbitro(s): Néstor Pitana | Asistencia: 44 654 espectadores Árbitro(s): Néstor Pitana |

| 15 de mayo de 2014, 22:00 (UTC-3) | Defensor Sporting | 1:0 (0:0) | Atlético Nacional | Estadio Centenario, Montevideo                            |                                                           |
|                                   | Olivera 88'       | Reporte   |                   | Asistencia: 35 609 espectadores Árbitro(s): Enrique Osses | Asistencia: 35 609 espectadores Árbitro(s): Enrique Osses |

| 7 de mayo de 2014, 22:00 (UTC-3) | San Lorenzo    | 1:0 (0:0) | Cruzeiro | Estadio Pedro Bidegain, Buenos Aires                      |                                                           |
|                                  | Gentiletti 64' | Reporte   |          | Asistencia: 24 090 espectadores Árbitro(s): Antonio Arias | Asistencia: 24 090 espectadores Árbitro(s): Antonio Arias |

| 14 de mayo de 2014, 22:00 (UTC-3) | Cruzeiro          | 1:1 (0:1) | San Lorenzo | Estadio Mineirão, Belo Horizonte                           |                                                            |
|                                   | Bruno Rodrigo 70' | Reporte   | Piatti 9'   | Asistencia: 39 900 espectadores Árbitro(s): Martín Vázquez | Asistencia: 39 900 espectadores Árbitro(s): Martín Vázquez |

| 8 de mayo de 2014, 19:45 (UTC-3) | Lanús      | 1:1 (1:0) | Bolívar        | Estadio Ciudad de Lanús, Lanús                                   |                                                                  |
|                                  | Benítez 7' | Reporte   | Ferreira 90+1' | Asistencia: 27 846 espectadores Árbitro(s): Victor Hugo Carrillo | Asistencia: 27 846 espectadores Árbitro(s): Victor Hugo Carrillo |

| 15 de mayo de 2014, 18:30 (UTC-4) | Bolívar  | 1:0 (0:0) | Lanús | Estadio Hernando Siles, La Paz                             |                                                            |
|                                   | Arce 87' | Reporte   |       | Asistencia: 29 408 espectadores Árbitro(s): Roddy Zambrano | Asistencia: 29 408 espectadores Árbitro(s): Roddy Zambrano |

### Semifinales
| 22 de julio de 2014, 20:15 (UTC-4) | Nacional                  | 2:0 (1:0) | Defensor Sporting | Estadio Defensores del Chaco, Asunción                           |                                                                  |
|                                    | Montenegro 35' · Orué 69' | Reporte   |                   | Asistencia: 34 059 espectadores Árbitro(s): Víctor Hugo Carrillo | Asistencia: 34 059 espectadores Árbitro(s): Víctor Hugo Carrillo |

| 29 de julio de 2014, 21:15 (UTC-3) | Defensor Sporting | 1:0 (0:0) | Nacional | Estadio Centenario, Montevideo                                      |                                                                     |
|                                    | Luna 55'          | Reporte   |          | Asistencia: 20 890 espectadores Árbitro(s): Ricardo Marques Ribeiro | Asistencia: 20 890 espectadores Árbitro(s): Ricardo Marques Ribeiro |

| 23 de julio de 2014, 19:45 (UTC-3) | San Lorenzo                                          | 5:0 (2:0) | Bolívar | Estadio Pedro Bidegain, Buenos Aires                          |                                                               |
|                                    | Matos 5' · Mas 27' 87' · Mercier 69' · Buffarini 73' | Reporte   |         | Asistencia: 38 432 espectadores Árbitro(s): Hernando Buitrago | Asistencia: 38 432 espectadores Árbitro(s): Hernando Buitrago |

| 30 de julio de 2014, 20:15 (UTC-4) | Bolívar         | 1:0 (0:0) | San Lorenzo | Estadio Hernando Siles, La Paz                          |                                                         |
|                                    | Yecerotte 90+2' | Reporte   |             | Asistencia: 32 750 espectadores Árbitro(s): Carlos Vera | Asistencia: 32 750 espectadores Árbitro(s): Carlos Vera |

### Final
| Ida; 6 de agosto de 2014, 20:15 (UTC-4) | Nacional         | 1:1 (0:0) | San Lorenzo | Estadio Defensores del Chaco, Asunción                    |                                                           |
|                                         | Santa Cruz 90+2' | Reporte   | Matos 64'   | Asistencia: 36 000 espectadores Árbitro(s): Wilmar Roldán | Asistencia: 36 000 espectadores Árbitro(s): Wilmar Roldán |

| Vuelta; 13 de agosto de 2014, 21:15 (UTC-3) | San Lorenzo         | 1:0 (1:0) | Nacional | Estadio Pedro Bidegain, Buenos Aires                     |                                                          |
|                                             | Ortigoza 35' (pen.) | Reporte   |          | Asistencia: 43 900 espectadores Árbitro(s): Sandro Ricci | Asistencia: 43 900 espectadores Árbitro(s): Sandro Ricci |

|                                 |
| Bandera de Argentina            |
| Campeón San Lorenzo 1.er título |

## Estadísticas y premios

### Mejor Jugador
| Jugador         | Club              |
| --------------- | ----------------- |
| Nicolás Olivera | Defensor Sporting |

### Goleadores
| Jugador          | Club                    | Goles | PJ |
| ---------------- | ----------------------- | ----- | -- |
| Julio dos Santos | Cerro Porteño           | 5     | 8  |
| Nicolás Olivera  | Defensor Sporting       | 5     | 9  |
| Luis Escalada    | Emelec                  | 4     | 5  |
| Daniel Angulo    | Independiente del Valle | 4     | 6  |
| Juan Falcón      | Zamora                  | 4     | 6  |
| Junior Sornoza   | Independiente del Valle | 4     | 6  |
| Mauro Boselli    | León                    | 4     | 7  |
| Gustavo Canales  | Unión Española          | 4     | 7  |
| Omar Pérez       | Santa Fe                | 4     | 7  |
| Jô               | Atlético Mineiro        | 4     | 8  |
| Wallyson         | Botafogo                | 4     | 8  |
| Bruno Rodrigo    | Cruzeiro                | 4     | 9  |
| Ricardo Goulart  | Cruzeiro                | 4     | 9  |
| Felipe Gedoz     | Defensor Sporting       | 4     | 11 |
| Juanmi Callejón  | Bolívar                 | 4     | 12 |

### Asistentes
| Jugador                | Club                    | Asistencias | PJ |
| ---------------------- | ----------------------- | ----------- | -- |
| Darwin Quintero        | Santos Laguna           | 5           | 7  |
| Víctor Figueroa        | Newell's Old Boys       | 4           | 6  |
| William Ferreira       | Bolívar                 | 4           | 10 |
| Elías Hernández        | León                    | 3           | 6  |
| Junior Sornoza         | Independiente del Valle | 3           | 6  |
| Pablo Escobar          | The Strongest           | 3           | 8  |
| Cristian Chávez        | Unión Española          | 3           | 8  |
| Dagoberto              | Cruzeiro                | 3           | 9  |
| Ricardo Goulart        | Cruzeiro                | 3           | 9  |
| Nicolás Olivera        | Defensor Sporting       | 3           | 9  |
| Víctor Ayala           | Lanús                   | 3           | 12 |
| Giorgian De Arrascaeta | Defensor Sporting       | 3           | 12 |
| Fredy Bareiro          | Nacional                | 3           | 12 |

### Equipo Ideal
| Equipo Ideal 2014 | Equipo Ideal 2014    | Equipo Ideal 2014 |
| Pos.              | Futbolista           | Equipo            |
| ----------------- | -------------------- | ----------------- |
| Guardameta        | Ignacio Don          | Nacional          |
| Defensa           | Emmanuel Mas         | San Lorenzo       |
| Defensa           | Santiago Gentiletti  | San Lorenzo       |
| Defensa           | Stefan Medina        | Atlético Nacional |
| Defensa           | Julio Buffarini      | San Lorenzo       |
| Centrocampista    | Silvio Torales       | Nacional          |
| Centrocampista    | Juan Ignacio Mercier | San Lorenzo       |
| Centrocampista    | Sherman Cárdenas     | Atlético Nacional |
| Delantero         | Ignacio Piatti       | San Lorenzo       |
| Delantero         | Nicolás Olivera      | Defensor Sporting |
| Delantero         | William Ferreira     | Bolívar           |